# Friederike Luise Wilhelmine von Oranien-Nassau

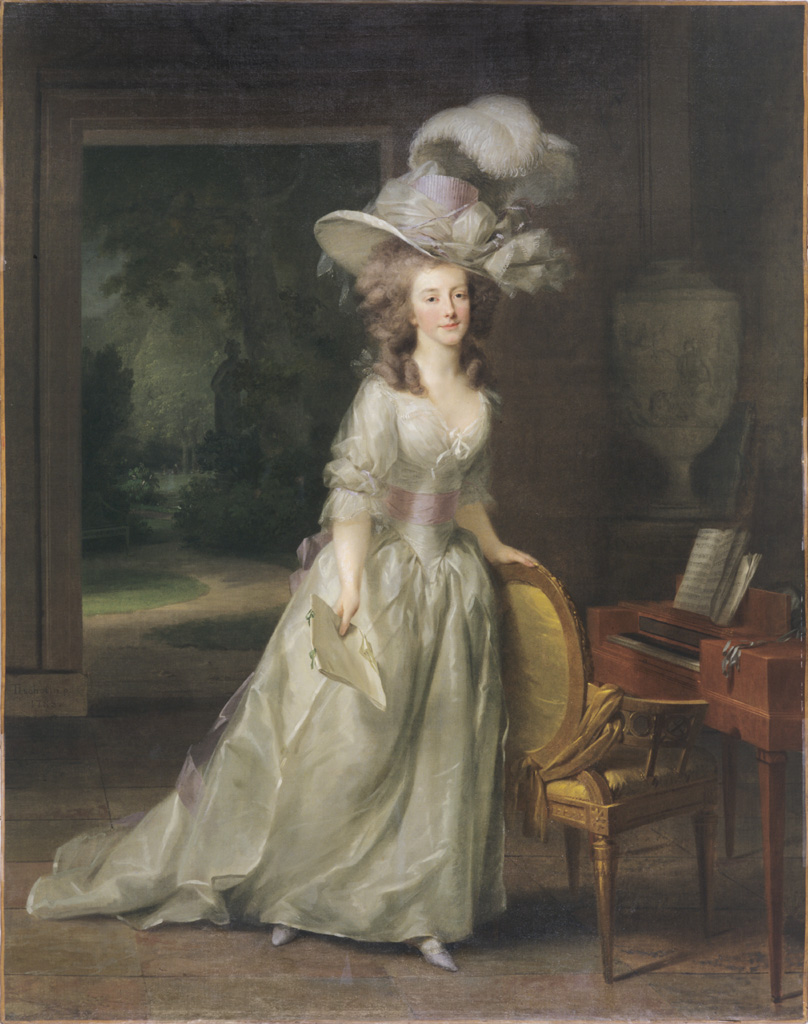
Friederike Luise Wilhelmine von Oranien-Nassau

Friederike Luise Wilhelmine von Oranien-Nassau (* 28. November 1770 in  Den Haag; † 15. Oktober 1819 in Amsterdam) war eine niederländische Erbprinzessin des Hauses Oranien-Nassau.

## Leben
Luise war die Tochter des Statthalters der Niederlande Wilhelm V. von Oranien-Nassau und der Wilhelmine von Preußen. Die Prinzessin heiratete am 14. Oktober 1790 in Den Haag Karl Georg August von Braunschweig-Wolfenbüttel (1766–1806), den ältesten Sohn von Karl Wilhelm Ferdinand von Braunschweig-Wolfenbüttel und Augusta von Hannover. Das Paar zog nach Braunschweig. Die Ehe blieb kinderlos. Karl starb am 20. September 1806. Die Prinzessin ging zu ihrer Mutter nach Preußen. 1795 von den Franzosen vertrieben, war Luises Vater aus den Niederlanden nach England geflüchtet. Als Luise im 10. Januar 1814 aus dem preußischen Exil zunächst nach Den Haag zurückkehren konnte, bewohnten die Prinzessin und ihre Mutter später das Landhaus Welgelegen nahe beim nordholländischen Haarlem.
Luise war eine Zeichnerin und Kunstsammlerin. Ihre sterblichen Überreste wurden am 28. Oktober 1819 in der Grablege der Oranier beigesetzt.